# Athyrma ganglio
Athyrma ganglio är en fjärilsart som beskrevs av Jacob Hübner 1825. Athyrma ganglio ingår i släktet Athyrma och familjen nattflyn. Inga underarter finns listade i Catalogue of Life.